# Коновал, Филипп

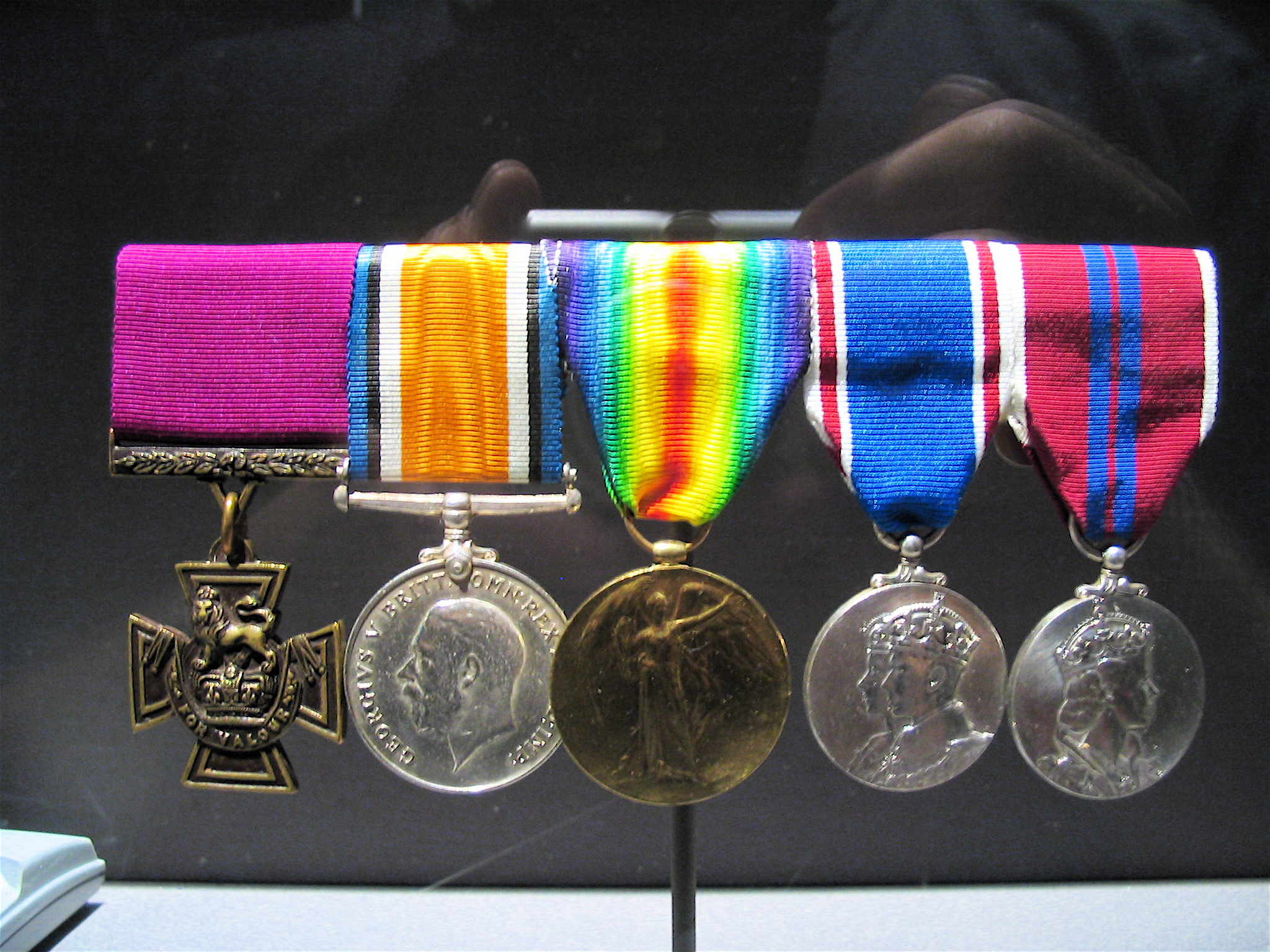
Медали Филиппа Коновала в Канадском военном музее

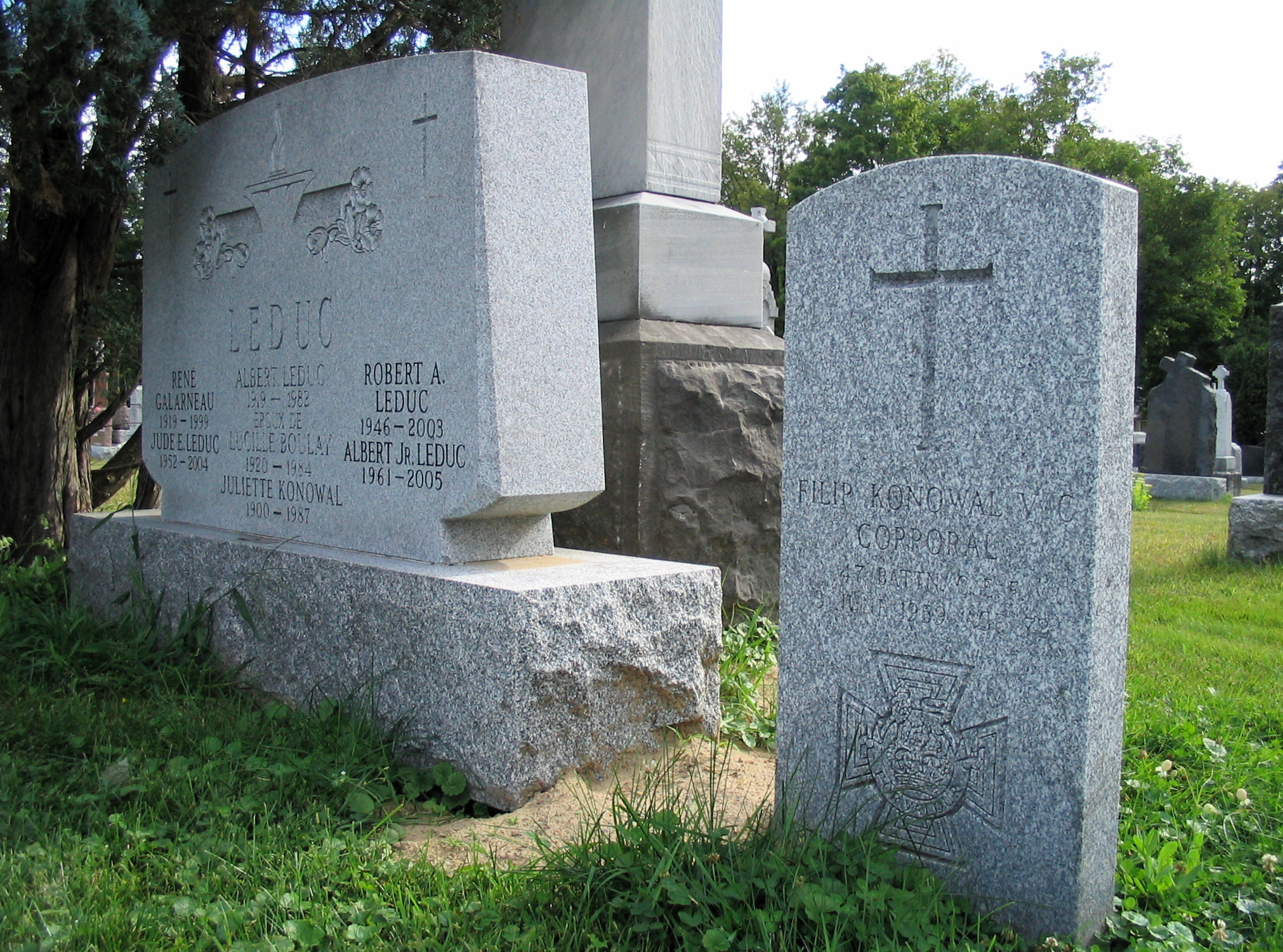
Могила Филиппа Коновала на кладбище Нотр-Дам в Оттаве

Фили́пп Миро́нович Конова́л (укр. Пилип Миронович Коновал; 1888—1959) — канадец украинского происхождения, единственный кавалер Креста Виктории восточноевропейского происхождения, обладатель наивысшей награды пред лицом врага, которой могут быть награждены военнослужащие стран Британского Содружества наций. Является покровителем Отделения 360 (отделения Коновала) Королевского канадского легиона в Торонто.

## Биография
Филипп родился в семье Мирона Коновала в селе Кутковцы Каменец-Подольского уезда над Жванчиком (ныне Каменец-Подольский район, Хмельницкая область, Украина). В 1908 г. женился. Отслужив в русской армии, в 1913 г. эмигрировал в Канаду и работал как лесоруб в лесной промышленности Британской Колумбии. 12 июля 1915 г. вступил в ряды Оттавского 77-го пехотного батальона. Последующие 10 месяцев учился в Оттаве и Валкарье (Квебек). Вскоре стал ефрейтором в 47-м батальоне Британской Колумбии 4-й Канадской дивизии. За проявленный героизм в Битве за высоту 70 у Ланса (Франция) в период 22 — 24 августа 1917 г. капрал Коновал был награждён Крестом Виктории. Награда была ему вручена лично королём Георгом V; Коновалу одновременно было присвоено следующее воинское звание «сержант».
Также был в составе Канадских Сибирских экспедиционных сил, дислоцированных на Дальнем Востоке и охранявших Транссибирскую магистраль. После возвращения из Сибири 4 июля 1919 г. Коновал был почётно уволен из армии. Его жена и дочь были репрессированы советским правительством. Из-за его неуравновешенного эмоционального состояния суд назначил Филиппу принудительное лечение с 4 июля 1919 г. по 27 апреля 1921 г. в клинике Монреаля. 3 июня 1959 г. он умер в возрасте 72 лет в отделении ветеранов в общественной больнице Оттавы.

## Награды
- Георгиевский крест (представлен)
- Крест Виктории (1917)
- Британская военная медаль (1914—1920)
- Медаль Победы (1914—1919)
- Коронационная медаль Георга VI (1937)
- Коронационная медаль Елизаветы II (1953).